# Аронник
Аро́нник (лат. Arum) — род многолетних травянистых растений семейства Ароидные (Araceae).
Название произошло от греч. aron — название одного из видов рода у Теофраста.

## Ботаническое описание

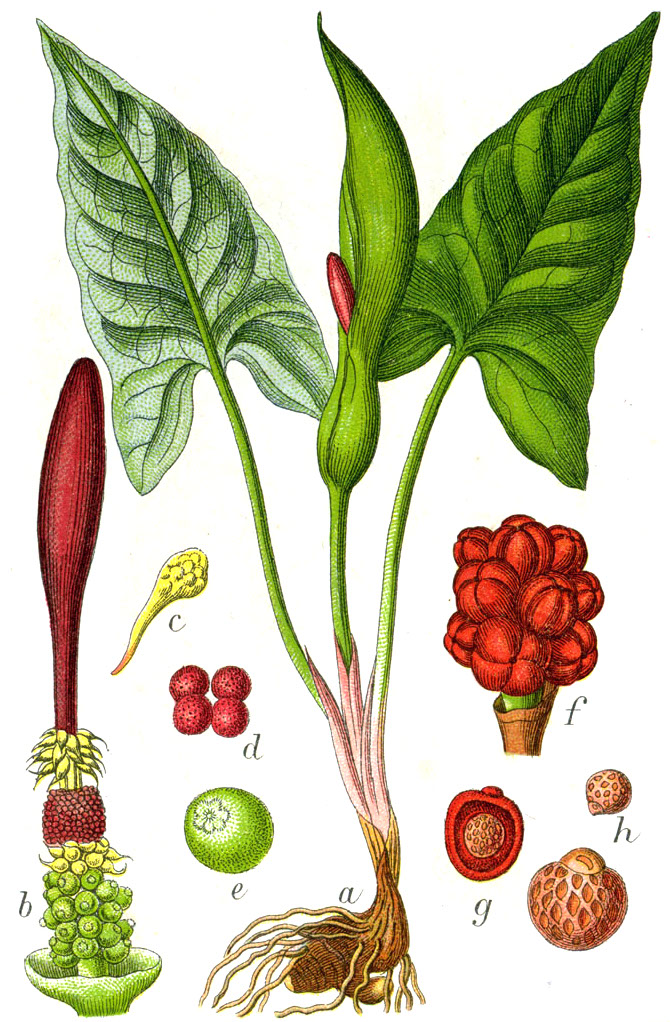
Аронник пятнистый,

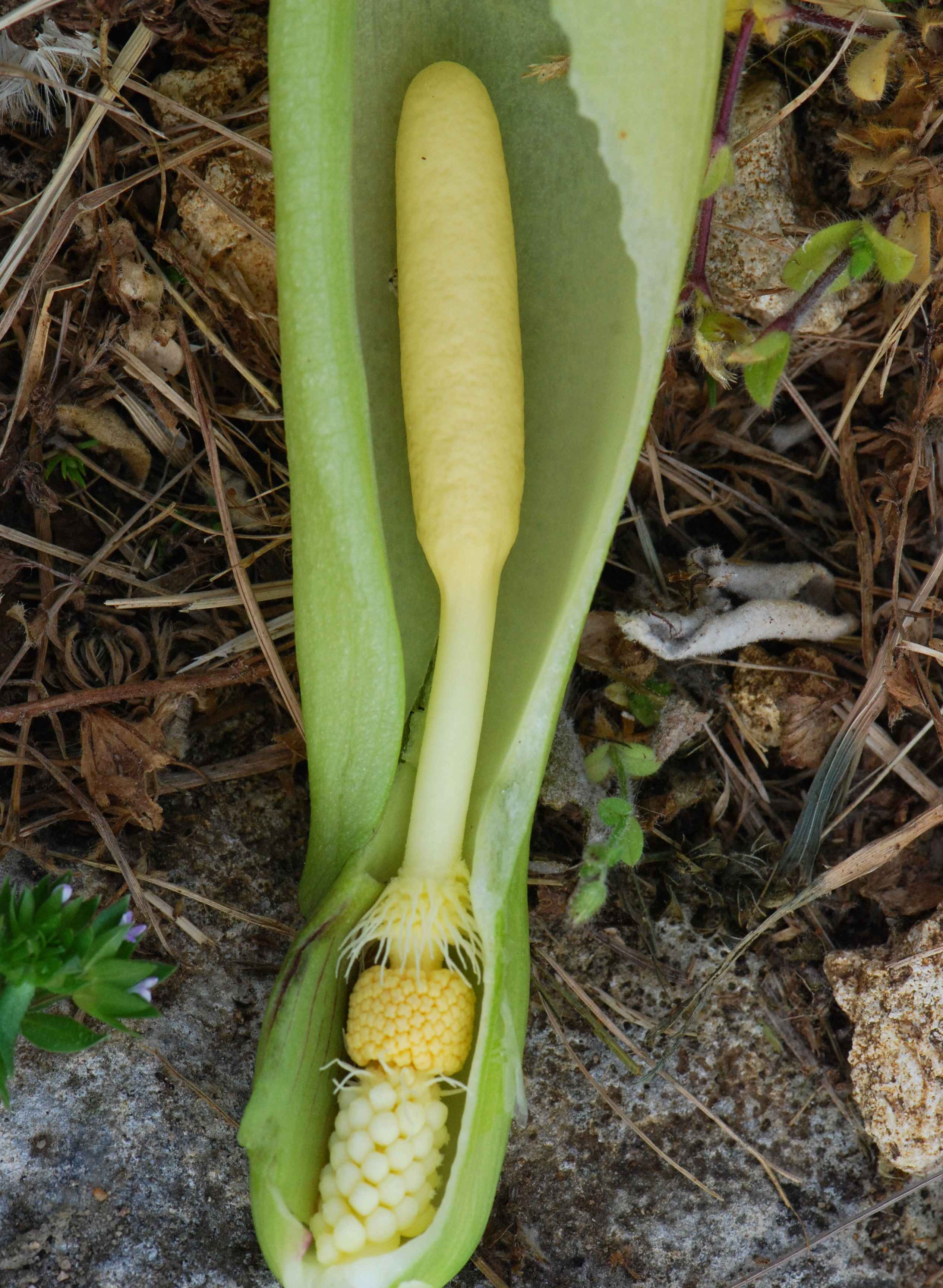
Соцветие Аронника итальянского в разрезе

Небольшие многолетние травы с периодом покоя и с полушаровидными или яйцевидными горизонтальными клубневидными корневищами.

### Листья
Листья многочисленные, спирально расположенные, влагалищные и два-три черешковых листа. Влагалища от длинных до кротких. Черешок при основании расширен в виде влагалища. Листовые пластинки от сердцевидных до стреловидно-копьевидных и стреловидных. Первичные боковые жилки перистые, формируют по крайней мере одну краевую общую жилку; жилки более высокого порядка образуют сетчатый узор.

### Соцветие и цветки
Соцветие одно, изредка два в каждой симпоидальной единице, обычно появляется одновременно с листьями, изредка раньше их, скрыто среди листвы или возвышается над ней. Цветоножка от намного более короткой до намного более длинной, чем черешки, без листьев.
Покрывало опадающее, внизу свёрнутое в виде трубки, обычно сильно сжатое между трубкой и пластинкой, изредка не сжатое. Трубка от цилиндрической до эллипсоидной. Пластинка овальная или от продолговато-ланцетовидной до ланцетовидной, более-менее заострённая, в период цветения вертикальная и в форме лодки, или широко расширенная, или широко раскрытая, или закрученная спиралью, покрывающяя нижнюю часть початка с женскими и мужскими цветками.
Початок от более короткого до более длинного, чем покрывало, сидячий. Женская цветочная зона расположена в нижней части початка, цилиндрическая. Промежуток, разделяющий мужскую и женскую зоны, обычно короткий или изредка отсутствующий, обычно состоящий из бесплодных цветков (пистилодиев), представляющих собой снизу расширенные нитевидные придатки, направленные вверх, реже голый. Мужская зона цилиндрическая, коническая, эллипсоидная или полушаровидная. Промежуток между мужской зоной и придатком обычно состоит из бесплодных цветков (стаминодиев), направленных вниз, изредка отсутствует. Верхушечный бесплодный придаток обычно на ножке и постепенно или быстро расширенный в цилиндрическую или коническую булаву, иногда тонкий.
Цветки однополые, околоцветник отсутствует. Мужской цветок состоит из 3—4 тычинок, расположенных группами; нити очень короткие, но различимые; связник тонкий; теки коротко-обратнояйцевидные, располагаются напротив или почти напротив друг друга, вскрываются верхушечным, наподобие поры, разрезом. Женский цветок: гинецей продолговатый, тупой; завязь одногнёздная; семяпочек шесть и более; фуникул короткий; плацента от париетальной до полубазальной; столбик короткий и такой же ширины, как завязь; рыльце полусферическое, источающее капельку нектара во время цветения.

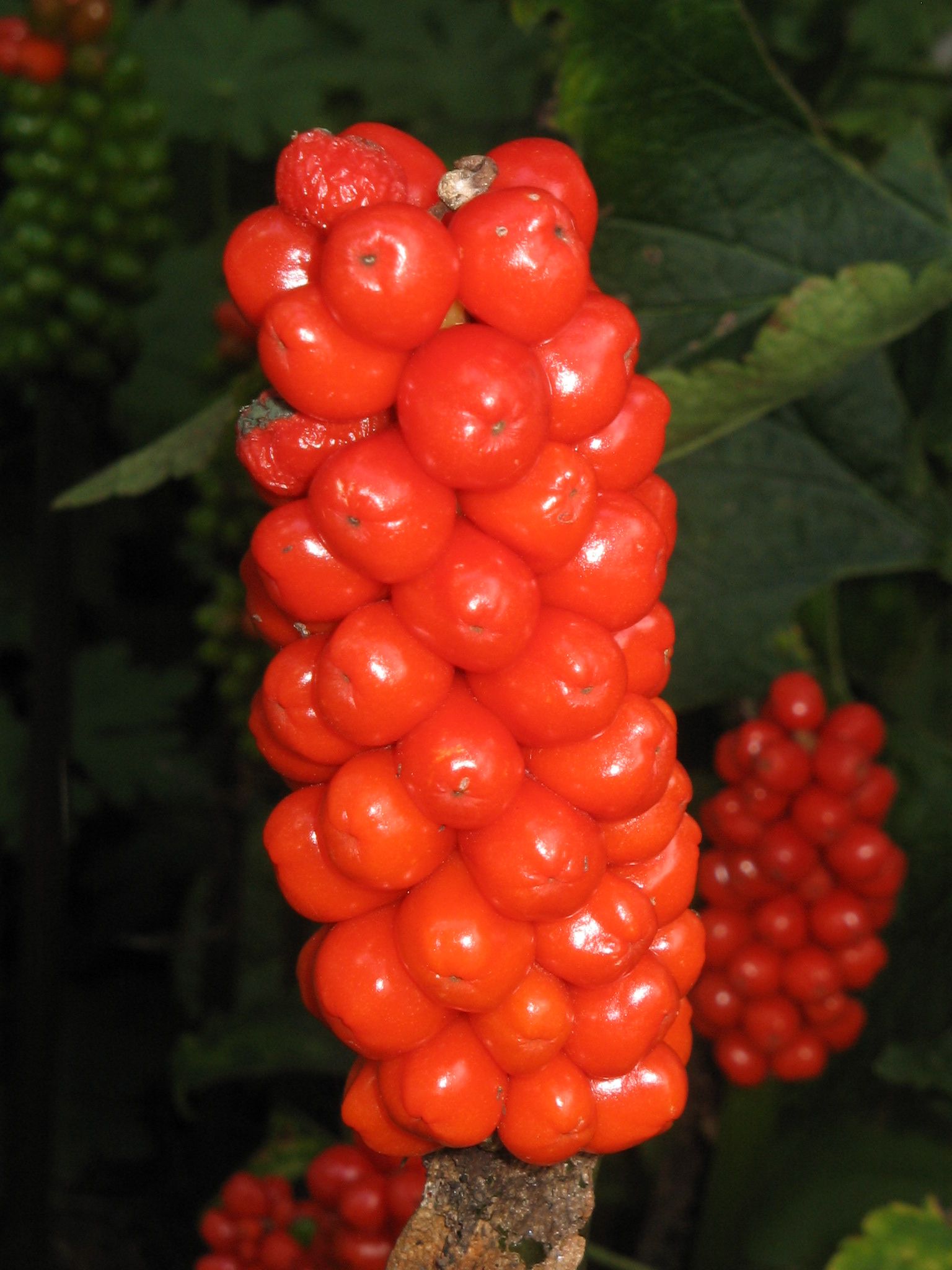
Соплодие Аронника итальянского

### Опыление
Опылителями аронников являются мясные, падальные и навозные мухи, не имеющие особых приспособлений для опыления растений, поэтому аронники в процессе эволюции выработали свои способы привлечения и удержания этих насекомых для достижения эффекта опыления. Например, у аронника пятнистого грязно-лиловато-красный цвет покрывала напоминает цвет разлагающегося мяса, придаток початка источает соответствующий отвратительный запах, кроме того также повышается и его температура, усиливая имитацию субстрата, необходимого мухам для откладывания яиц. Мухи и мошки из семейства бабочниц (Psychodidae) летят к соцветию, садятся на покрывало, но не могут удержаться на нём, так как его внутренняя поверхность покрыта скользкими выростами-сосочками, и соскальзывают вниз. Выбраться назад им мешает скользкая поверхность покрывала и направленные вниз нитевидные выросты. Ползая по поверхности початка насекомые опыляют женские цветки пыльцой, принесённой с других соцветий. Когда растение перестаёт препятствовать насекомым выползти из трубки покрывала, оно вступает в мужскую фазу цветения и выползающие мухи собирают на себя созревшую пыльцу. Аналогичным образом происходит опыление у аронника восточного и аронника чёрного.
Аронник конофаллоидный привлекает для опыления кровососущих насекомых (москитов), причём только самок, по-видимому имитацией запаха шкуры млекопитающих, кровью которого они питаются.

### Плоды
Плоды — блестящие, ярко-оранжево-красные, обратнояйцевидные ягоды; перикарпий сочный; семян много.
Семена от эллипсоидных до яйцевидных; семенная кожура морщинистая, особенно у основания; зародыш осевой, прямой; эндосперм обильный.

## Химический состав
Все виды аронника в свежем виде ядовиты из-за содержания алкалоидов, но после высушивания теряют свои ядовитые свойства. В ароннике пятнистом содержится большое количество кристаллов щавелевой кислоты и её солей (оксалатов), особенно в листьях. Корневище аронника пятнистого содержит до 25 % крахмала.

## Распространение и экология

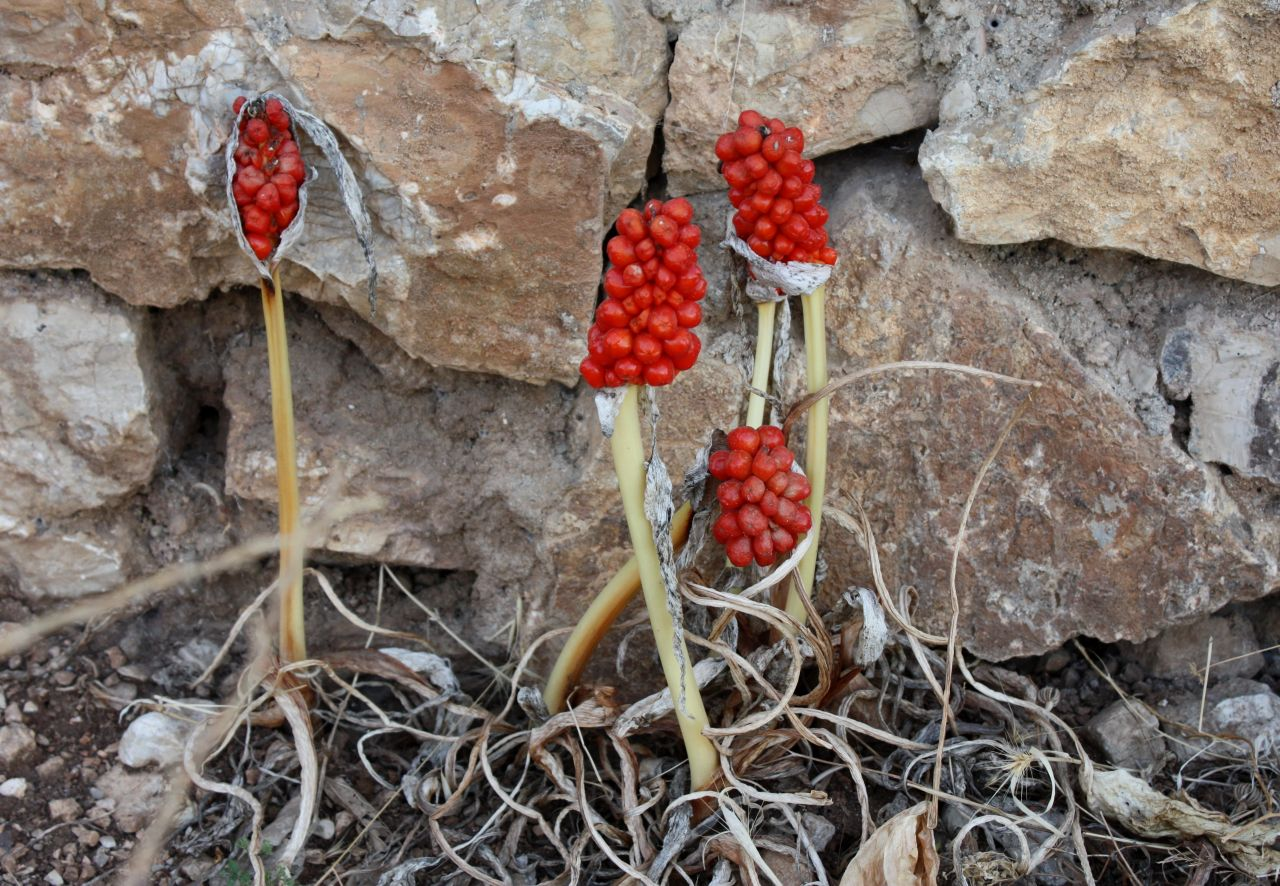
Плодоносящий аронник в Албании

Встречается от Европы до Западного Китая: Дания, Великобритания, Ирландия, Швеция, Австрия, Бельгия, Нидерланды, Чехословакия, Германия, Венгрия, Польша, Швейцария, Корсика, Франция, Португалия, Балеарские острова, Сардиния, Испания, Албания, Болгария, Греция, Италия, Крит, Румыния, Сицилия, Турция, Югославия, Европейская часть России (Ростовская область), Кавказ, Украина, Алжир, Ливия, Марокко, Тунис, Азорские острова, Канарские острова, Мадейра, Казахстан, Киргизия, Туркменистан, Таджикистан, Узбекистан, Афганистан, Кипр, Иран, Ирак, Палестина, Израиль, Китай, Непал, Пакистан.
Растёт в лесах умеренной и субтропической зоны на высоте до 4400 м над уровнем моря; среди лесной подстилки, на каменистой почве, по берегам рек, среди кустарников, на пастбищах, пустошах.
В Западной Европе наиболее часто встречаются два вида: Аронник итальянский и Аронник пятнистый. В Крыму растут Аронник удлинённый и Аронник восточный. На территории бывшего СССР произрастает 5 видов, из них в Средней Азии один вид: Аронник Королькова.
Несмотря на ядовитость, аронник является любимым лакомством для кабанов, поэтому его иногда называют «свиной лилией».
Аронники являются кормовыми растениями для гусениц бабочек совки Noctua janthina и бражника Theretra silhetensis.

## Охрана редких видов
Некоторые виды внесены в Красные книги:
- Аронник белокрылый (Arum italicum subsp. albispathum (Steven ex Ledeb.) Prime), Аронник восточный — в Красную книгу Украины;
- Аронник удлинённый — в Красную книгу Ростовской области;
- Аронник Королькова — в Красную книгу Казахстана[5].

## Практическое использование
В Далмации муку из высушенного корневища аронника пятнистого подмешивают к пшеничной. В жареном виде клубни аронника пятнистого съедобны. В Англии, Бельгии его листья используют при стирке белья.
Многие виды выращиваются в садах в качестве декоративных, но довольно редких растений. Аронники рекомендуются в ландшафтном дизайне тенистых парков.
Аронник пятнистый используется в гомеопатии, народная медицина использует его с большой осторожностью.

## Классификация

### Виды
По информации базы данных The Plant List, род включает 30 видов:
- Arum alpinariae (Alpinar & R.R.Mill) P.C.Boyce
- Arum apulum (Carano) P.C.Boyce
- Arum balansanum R.R.Mill
- Arum besserianum Schott — Аронник Бессера
- Arum byzantinum Blume
- Arum concinnatum Schott
- Arum creticum Boiss. & Heldr. — Аронник критский
- Arum cylindraceum Gasp.
- Arum cyrenaicum Hruby
- Arum dioscoridis Sm. — Аронник леопардовый
- Arum elongatum Steven — Аронник удлинённый, или Аронник Нордманна
- Arum euxinum R.R.Mill
- Arum gratum Schott
- Arum hainesii Riedl
- Arum hygrophilum Boiss.
- Arum idaeum Coustur. & Gand.
- Arum italicum Mill. — Аронник итальянский
- Arum jacquemontii Blume
- Arum korolkowii Regel — Аронник Королькова
- Arum lucanum Cavara & Grande
- Arum maculatum L. typus — Аронник пятнистый
- Arum megobrebi Lobin, M.Neumann, Bogner & P.C.Boyce
- Arum nigrum Schott — Аронник чёрный
- Arum orientale M.Bieb. — Аронник восточный
- Arum palaestinum Boiss. — Аронник палестинский
- Arum pictum L.f. — Аронник расписной
- Arum purpureospathum P.C.Boyce
- Arum rupicola Boiss. — Аронник скальный
- Arum sintenisii (Engl.) P.C.Boyce
- Arum × sooi Terpó

## Аронник в искусстве
Аронник изображён на картине Огюста Ренуара «Аронник в оранжерее» и на картине Луи Тоффоли (фр. Louis Toffoli) «Продавщица аронника».
Аронники неоднократно изображались на почтовых марках различных стран: Ливии, 1979 год; Мозамбика, 2002 год; Японии, 1983 год; Кипра, 1982 и 1987 годы; Ирландии, 2004 год; ФРГ, 1978 год. В 2008 году в Сан-Томе и Принсипи вышла серия марок «Великие натуралисты», на одной из которых изображены Теофраст и аронник пятнистый.
В камбоджийской притче «Две луны» заяц ничего не ел, кроме спелых бананов и листьев аронника.
Аронник, его цветы и листья стали основным мотивом декоративного украшения Maison des Arums, построенного в стиле парижского «ар-нуво» архитектором Октавом Ракеном в 1904 году. В вестибюле дома пол украшен мозаикой, воспроизводящей причудливое переплетение цветов и листьев этого растения.